# Klaas
Klaas ist ein männlicher Vorname sowie Familienname.

## Herkunft und Bedeutung
Der Name ist eine Kurzform von Nicolaas, der niederländischen Form des Namens Nikolaus.

## Namensträger

### Vorname
- Klaas Bakker (1926–2016), niederländischer Fußballspieler
- Klaas Balk (* 1948), niederländischer Radrennfahrer
- Klaas Bolt (1927–1990), niederländischer Organist, Improvisator und Orgelsachverständiger
- Klaas Bruinsma (1953–1991), niederländischer Drogenhändler und Bandenboss
- Klaas Dijkhoff (* 1981), niederländischer Politiker (VVD)
- Klaas Engelken (1939–2017), deutscher Verwaltungsjurist und Fachbuchautor
- Klaas Carel Faber (1922–2012), niederländisches Mitglied der Waffen-SS und Kriegsverbrecher
- Klaas Gerling (* 1981), deutscher House-DJ und Musikproduzent
- Klaas Hendrikse (1947–2018), niederländischer Prediger
- Klaas Heufer-Umlauf (* 1983), deutscher Fernsehmoderator, Musiker und Schauspieler
- Klaas Aldert Hendrik Hidding (1902–1986), niederländischer reformierter Theologe und Kirchenhistoriker
- Klaas Hübner (* 1967), deutscher Politiker (SPD) und Unternehmer
- Klaas Huizing (* 1958), deutscher Schriftsteller und evangelischer Theologe
- Klaas-Jan Huntelaar (* 1983), niederländischer Fußballspieler
- Klaas Jol (* 1942), niederländischer Marineoffizier
- Klaas Klever, fiktiver Erpel aus Disney-Comics, siehe Liste der Bewohner Entenhausens#Klaas Klever
- Klaas Lodewyck (* 1988), belgischer Radrennfahrer
- Klaas van der Maaten (1861–1944), niederländischer Offizier und Militärschriftsteller
- Klaas Jan Mulder (1930–2008), niederländischer Organist, Pianist und Dirigent
- Klaas van Nek (1899–1986), niederländischer Radrennfahrer
- Klaas Reimer (1770–1837), mennonitischer Prediger
- Klaas Peter Reinders (1847–1879), deutscher sozialdemokratischer Politiker
- Klaas Smit (1930–2008), niederländischer Fußballspieler
- Klaas Sys (* 1986), belgischer Radrennfahrer
- Klaas Touber (1922–2011), niederländischer Zwangsarbeiter und Lagerhäftling
- Klaas Vantornout (* 1982), belgischer Cyclocrossfahrer
- Klaas Veenhof (1935–2023), niederländischer Altorientalist
- Klaas Voget (* 1979), deutscher Profi-Windsurfer
- Klaas Voß (* 1982), deutscher Historiker, Autor und Hochschullehrer
- Klaas de Vries (* 1944), niederländischer Komponist
- Klaas Wiersma (1917–1993), niederländischer Rechtswissenschaftler, Hochschullehrer und Politiker (PvdV, VVD)
- Klaas Zwart (* 1951), niederländischer Unternehmer und Rennfahrer
- Klaas-Erik Zwering (* 1981), niederländischer Schwimmer

### Familienname
- Alice Gerken-Klaas (* 1964), deutsche Politikerin, siehe Alice Gerken
- Hans Klaas (1927–2011), deutscher Kaufmann und Unternehmer
- Kathrin Klaas (* 1984), deutsche Hammerwerferin
- Masabata Klaas (* 1991), südafrikanische Cricketspielerin
- Max Klaas (* 1993), deutscher Percussionist
- Mieze Mardner-Klaas (1884–1950), deutsche Kunstmalerin
- Sebastian Klaas (* 1998), deutscher Fußballspieler
- Walter Klaas (Jurist) (1895–1978), deutscher Jurist und Verfassungsrichter
- Walter Klaas (Theologe) (1904–1961), deutscher evangelischer Pfarrer und Hochschullehrer
- Werner Klaas (1914–1945), deutscher Fußballspieler